# Дідахе

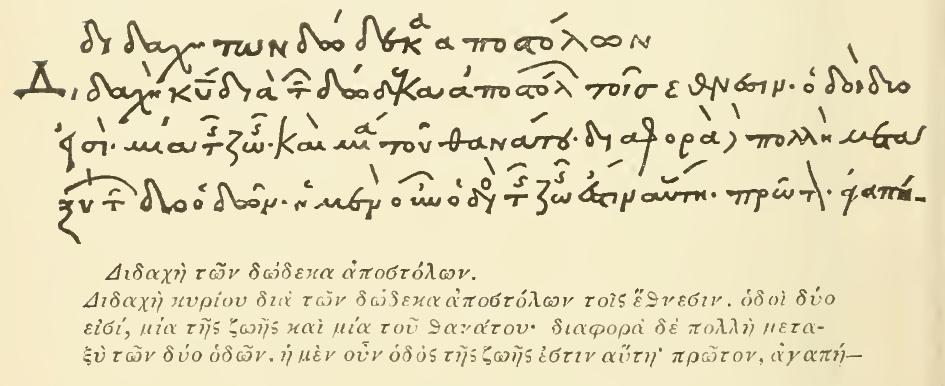
Факсиміле фрагменту, знайденого у 1873 році

Діда́хе, дида́хе (грец. Διδαχὴ — настанова, повчання), Вчення дванадцяти апостолів — ранньохристиянський апокрифічний твір, містить відомості про життя Церкви в апостольський період. Інші назви «Вчення Господа народам через 12 апостолів», «Вчення апостолів».
Найраніша серед відомих (кінець I — початок II століття) пам'ятка християнської писемності катехизного характеру; також пам'ятка церковного права та богослужіння.
Книга «Дідахе» вважалась втраченою, проте була віднайдена в бібліотеці подвір'я Єрусалимського патріархату в Константинополі митрополитом Нікомидійським Філотеєм Врієнієм у 1873 році (видана ним же у 1883 році). У повному вигляді збереглася лише в одному грецькому рукописі, датованому 1056 роком.

## Зміст твору
Складається з 120 листів, 16 глав і ділиться на чотири частини.
1. Релігійно-етична частина. Моральна катехиза, яка в образі двох доріг, дороги життя і дороги смерті, дає цілий виклад християнських обов'язків (1–6 гл.).
2. Літургічна частина.Бесіда про хрещення, піст, молитву і Таїнство Євхаристії (6–10 гл.).
3. Практична частина. Бесіда про те, яке має бути ставлення вірних до інших членів громади, до мандрівних апостолів, пророків і учителів (11–15 гл.).
4. Есхатологічна частина. Епілог твору, в якому заклик до вірних, щоб вони очікували і були готові до другого приходу Ісуса Христа (16 гл.).

Церковна ієрархія, харизматичне служіння, хрещення і звершення Євхаристії подані так, що в такій примітивній формі вони могли існувати лише у безпосередньо поапостольських часах. Ппричислюване до новозавітного канону. Пізніше його цитували, з нього виписували цілі частини, перероблювали. Загалом, значення послань апостолів велике: воно проливає світло на церковний устрій давніх християнських громад.
Климент Александрійський зараховував його до книг Нового Заповіту, не сумніваючись в апостольському авторстві твору.